# Малкочоглу Бали-бей
Малкочоглу Бали-бей  (осман. مالقوچ اوغلی بالى بك‎; род.  - ум. 1548) — османский лидер акынджи, известен участием в битве при Мохаче и взятием крепости Белград.

## Биография
Бали-бей был сыном Малкоча Мустафы-бея, служившего мухафизом (стражем) крепости Сиваса в период правления Баязида I. 